# La racha
La racha es el tercer disco de Cuca, agrupación mexicana de hard rock originaria de Guadalajara, Jalisco grabado en 1995 en San Diego, California.
En esta producción, José Fors se retira de la banda para dedicarse de lleno a la pintura. Dejando así su lugar en Cuca a su hermano Alfonso Fors ("Animalf").

## Lista de canciones
1. Toma
2. Tú ya fuiste
3. Mala racha
4. Insecticida al suicida
5. Blanco
6. La balada
7. Ninfofan
8. Nadie te odia
9. Mi cadáver favorito
10. De bar en bar
11. No me filosofoques
12. Break on Through (To the Other Side)
13. La balada (José Fors, bonus track)

## Sencillos y videos
- «Insecticida al suicida»